# Канал Дњепар—Буг
Канал Дњепар—Буг (блр. Дняпроўска-Бугскі канал; рус. Днепровско-Бугский канал) каналски је пловни пут у Брестској области Белорусије. Повезује реку Пину (леву притоку Припјата и део басена Дњепра) са реком Мухавец (притока Буга и део басена Висле).
Канал је грађен у периоду од 1775. до 1783. године. Укупна дужина канала је 244 km, од чега је 196 km на деоници од Бреста до Пинска. Током изградње канала канализовано је 74 km тока реке Пине и 64 km реке Мухавац, односно 58 km новосаграђена каналска мрежа.
Каналом управља компанија Дњепарско-бушки водени пут (Днепро-Бугский водный путь).

## Градња канала
Прве идеје о градњи јединственог пловног пута којим би се повезали басени река Припјат и Буг, а самим тим и сливна подручја Балтичког и Црног мора, изнео је 1655. тадашњи пољско-литвански канцелар Јуриј Осолински.
Међутим конкретни радови на изградњи канала започели су 1775. у време владавине последњег пољско-литванског краља Станислава Поњатовског и окончани су 1783. године. Први трговачки брод запловио је каналом у пролеће 1784. из града Пинска ка Варшави и даље ка Гдањску. Канал је службено отворен за саобраћај у септембру исте године и добио је назив Краљевски у част главног финансијера краља Станислава II. Градња канала коштала је тадашњих 100.000 златника, од чега је 60.000 златника плаћено из краљевске ризнице, а остатак су платили локални трговци и књажеви.
Канал је реконструисан у периоду 1846. до 1848. у време владавине Руске Империје на том подручју. Током реконструкције на каналу су постављане мобилне дрвене бране које су одржавале стабилним водостај у каналу и омогућавале несметану пловидбу и у време најнижих водостаја. Закључно са 1867. годином на потезу од Бреста до Пинска постављене су 22 такве уставе. Ширина каналског дна је проширена на 14 m, а газ бродова је повећан до максимално 70 cm.

## Значај
Канал је крајем XIX и почетком 20. века имао велики стратешки значај за Руску Империју као важан копнени пловни пут и главна спона између Балтичког и Црног мора. Овим каналом је захваљујући тегљачима 1886. и 1890. из Елблага ка Севастопољу пребачено пет бродова разарача тежине од 89 до 164 тоне (први бродови те врсте у руској црноморској флоти у то време).
Власти Совјетског Савеза су у периоду од децембра 1939. до јула 1940. спровеле опсежне радове на реконструкцији и проширењу канала, а изградњом нове трасе од Вигоде до Кобрина пловни пут је скраћен за 12 km. Речни саобраћај на каналу је обновљен у августу 1940. након што је кратко био у прекиду.
Важност канала као трговачке руте додатно је порасла након Другог светског рата. Раст обима трговачког саобраћаја на каналу довео је до нове реконструкције и проширења канала, почев од 1976. године. Повећана је ширина канала на 40 м (ширина на дну), а дубина до 240 cm. У периоду између 1978. и 1991. каналом је превезено око 1,758 милиона тона разног терета, и у том периоду дужина канала је повећана на садашња 244 km. У исто време дрвене уставе су замењене бетонским и челичним конструкцијама.
Канал је данас део међународног саобраћајног пловног пута Е-40, познатог и као водени пут Дњепар—Висла (Гдањск—Варшава—Брест—Пинск—Мазир—Кијев—Херсон).
Године 2008, овим каналом је превезено укупно 1,4 милиона тона терета.